# Karina Cyfka
Karina Cyfka, anciennement Karina Szczepkowska-Horowska est une joueuse d'échecs polonaise née le 28 octobre 1987 à Rybnik.
Au 1er février 2018, elle est la troisième joueuse polonaise et la cinquantième joueuse mondiale avec un classement Elo de 2 417 points.

## Biographie et carrière
Karina Cyfka est maître international depuis 2016.
Elle remporte le championnat de Pologne féminin en août 2020 après avoir fini deuxième en 2015 et troisième en 2011, 2013 et 2017.

## Compétitions par équipe
Karina Szczepkowska a participé aux olympiades féminines de 2012, 2014, 2016 (2 médailles), aux championnats du monde d'échecs par équipe féminine de 2007, 2009, 2015 et 2017.
Karina Cyfka remporta la médaille d'argent par équipe et la médaille d'argent individuelle au troisième échiquier lors d l'Olympiade d'échecs de 2016 à Bakou.
Elle participe aux championnats d'Europe par équipe depuis 2011 et a remporté quatre médailles : médailles d'argent et de bronze par équipe en 2011 et 2013, médaille de bronze au quatrième échiquier en 2011 et médaille d'argent individuelle à l'échiquier de réserve en 2012.